# Philus antennatus
Philus antennatus är en skalbaggsart som först beskrevs av Leonard Gyllenhaal 1817.  Philus antennatus ingår i släktet Philus och familjen långhorningar.
Artens utbredningsområde är Taiwan. Inga underarter finns listade i Catalogue of Life.